# 2650 Елинор
2650 Елинор (енгл. 2650 Elinor) је астероид главног астероидног појаса са средњом удаљеношћу од Сунца која износи 2,634 астрономских јединица (АЈ).
Апсолутна магнитуда астероида је 11,5.